# Vorkarwendel
Het Vorkarwendel is een weids voorgebergte van het Karwendelgebergte in het grensgebied tussen het Duitse Beieren en het Oostenrijkse Tirol. Het wordt begrensd door het Rißtal in het westen en het Achental in het oosten.
De toppen in het Vorkarwendel reiken tot boven de 2000 meter. De belangrijkste bergtoppen zijn onder andere de Schafreuter of Scharfreiter, de Schönalmjoch, de Kompar, de Montscheinspitze, de Seebergspitze, de Juifen, de Demeljoch en de Lerchkogel.
Een groot gedeelte van de Vorkarwendel valt onder het beschermde natuurgebied Karwendel. Omdat de meeste toppen gedurende het gehele jaar te beklimmen zijn, is het gebied erg geliefd bij wandelaars. Met name de Scharfreiter is daarbij een geliefd doel vanwege het weidse uitzicht boven op de top en de aanwezigheid van de Tölzer Hütte vlak onder de top.